# Sakai Tadayo
Pour les articles homonymes, voir Sakai (homonymie).
Sakai Tadayo (酒井忠世) (14 juillet 1572 – 24 avril 1636) est un daimyo de la fin de l'époque Sengoku et du début de l'époque d'Edo du Japon au service du shogunat Tokugawa. Il occupe successivement les postes de rōjū puis de tairō.

## Biographie
Fils de Sakai Shigetada, Tadayo naît à Nishio dans la province de Mikawa avec Manchiyo pour nom d'enfance. Il est grand ancien de confiance (rōjū) dans le gouvernement de Toyotomi Hideyoshi en compagnie de Tokugawa Ieyasu. Sous Hideyoshi, il devient seigneur du château de Kawagoe (dans la province de Musashi, actuelle préfecture de Saitama) et plus tard du château de Nagoya dans la province de Hizen dans l'île Kyūshū. En 1600, dans le cadre des préparatifs de la décisive bataille de Sekigahara, il combat contre les Tokugawa à Aizu mais se met à leur disposition au siège du château d'Ueda. Aussi, après avoir rejoint les Tokugawa avant la bataille de Sekigahara elle-même, Sakai est-il fait fudai daimyo et compte parmi les obligés en lesquels les Tokugawa ont le plus confiance. Il sert sous Ieyasu pendant un certain temps et sous le deuxième shogun, Tokugawa Hidetada en tant que hatamoto.
Le père de Sakai Tadayo meurt en 1617 et il hérite de son domaine de Maebashi situé dans la province de Harima, estimé à 33 000 koku de revenus et modifié à présent à 85 000 koku par le shogunat. En 1632, à la suite d'un remaniement de postes au sein de la bureaucratie, Sakai devient Nishi no maru rusui, c'est-à-dire responsable des quartiers ouest du château d'Edo, siège du gouvernement shogunal. Toutefois, deux ans plus tard, les districts occidentaux sont incendiés tandis que le shogun est absent à Kyoto. Sakai est déchu de sa position et exilé au Kan'ei-ji.
Après appel auprès du Gosanke (les chefs des trois branches du clan Tokugawa), Sakai est invité à retourner au château deux ans plus tard, en 1636. Avec Doi Toshikatsu et Sakai Tadakatsu, il est nommé au poste nouvellement créé de tairō (« grand ancien »). Il meurt quelques semaines après sa nomination, cependant, à l'âge de 63 ans. Son fils aîné, Sakai Tadayuki, meurt à la même époque et c'est donc son deuxième fils aîné, Sakai Tadakiyo qui succède à son père.